# Don't Fight the Feeling
Albums de EXO
EXO PLANET #5 - EXpℓOration
(2020)
Singles
1. Don't Fight the Feeling
Sortie : 7 juin 2021

Don't Fight the Feeling est le septième EP du boys band sud-coréano-chinois EXO. Qualifié “d'album spécial”, il célèbre les neuf ans du groupe et est sorti le 7 juin 2021 sous SM Entertainment et distribué par Dreamus Company Korea. Cet opus marque le retour du groupe depuis Obsession et voit notamment le retour de Xiumin, D.O. et Lay, dont leur dernière participation remonte en 2018, avec l'album Don't Mess Up My Tempo.

## Contexte et sortie
L'année 2020 voit le départ de Suho et Chen à leur service militaire obligatoire,. Quelques mois plus tard, Xiumin et D.O. terminent quant à eux leur service militaire et reprennent leurs activités avec le groupe. 
Le 4 mars 2021, Star News a annoncé que le groupe préparait la sortie de leur prochain album qui célébrera les neuf ans du groupe. Un mois plus tard, EXO a mis en ligne une vidéo dans laquelle on voit Xiumin, Chanyeol, Baekhyun, D.O., Kai et Sehun dans les coulisses de tournage du clip-vidéo du single principal de leur futur album.
Le lendemain, EXO a annoncé la sortie d'un “album spécial” intitulé Don't Fight the Feeling. Du 24 mai au 3 juin, des images et des vidéos promotionnelles futuristes ont été progressivement publiées. Le 26 mai, Lay qui était absent lors de la production de l'album Obsession, a été annoncé pour participer à ce projet. Il n'a toutefois pas enregistré les chansons avec les membres, ni participé au tournage du clip en raison de la pandémie de Covid-19, et donc a dû tout faire de son côté. Le 7 juin, le mini-album et le clip-vidéo du single principal sont sortis simultanément. L'EP contient cinq morceaux dont la chanson-titre, qui a été décrit comme une musique de danse avec un "rythme joyeux".

## Promotion
Le 9 avril, eut lieu un fanmeeting organisé à l'occasion des 10 ans d'EXO. L'événement s'est déroulé à Séoul au Jimsil Arena. Retransmis en direct sur Beyond Live pour les fans à l'étranger, Suho, Xiumin, D.O, Kai et Sehun étaient à l'événement au cours duquel ils ont discuté avec les fans et interprété des tubes du groupe tels que "파라다이스 (Paradise)", "Lucky" ou encore "피터팬 (Peter Pan)".

## Accueil

### Succès commercial
Avant sa sortie, Don't Fight the Feeling a reçu 1,2 million de pré-commandes sur une période de 27 jours, battant leur précédent record personnel avec 1,1 million de pré-commandes pour Don't Mess Up My Tempo,. 
Au lendemain de sortie de l'album, celui-ci a pris la première place du Top Albums Charts d'iTunes dans 85 pays différents. Le 14 juin, huit jours après sa sortie, il a été annoncé que l'album s'était vendu à plus d'un million d'exemplaires, dépassant Don't Mess Up My Tempo (qui a mis dix jours à le faire) pour devenir l'album le plus rapidement vendu d'EXO. Il s'agit du sixième album du groupe à franchir la barre du million de ventes.

## Liste des titres
| Don't Fight the Feeling | Don't Fight the Feeling  | Don't Fight the Feeling                                      | Don't Fight the Feeling                                                                           | Don't Fight the Feeling | Don't Fight the Feeling | Don't Fight the Feeling | Don't Fight the Feeling | Don't Fight the Feeling | Don't Fight the Feeling |
| No                      | Titre                    | Auteur                                                       | Producteur(s)                                                                                     | Durée                   |                         |                         |                         |                         |                         |
| ----------------------- | ------------------------ | ------------------------------------------------------------ | ------------------------------------------------------------------------------------------------- | ----------------------- | ----------------------- | ----------------------- | ----------------------- | ----------------------- | ----------------------- |
| 1.                      | Don't Fight the Feeling  | Kenzie                                                       | Mike Jiminez, Damon Thomas, Tesung Kim (Iconic Sound), Tha Aristocrats, Tiyon "TC" Mack, Moon Kim | 02:56                   |                         |                         |                         |                         |                         |
| 2.                      | 파라다이스 (Paradise)    | Brandon Arreaga, Edwin Honoret, Jake Torrey, Michael Matosic | Brandon Arreaga, Edwin Honoret, Jake Torrey, Michael Matosic                                      | 03:37                   |                         |                         |                         |                         |                         |
| 3.                      | 훅! (No matter)          | Mok Ji-min (lalala Studio)                                   | Skylar Mones, Andreas Öberg, Patrick Hartman                                                      | 03:42                   |                         |                         |                         |                         |                         |
| 4.                      | Runaway                  | Seo Ji-eum                                                   | Kevin White, Mike Woods, Andrew Bazzi                                                             | 03:27                   |                         |                         |                         |                         |                         |
| 5.                      | 지켜줄게 (Just as usual) | Thama                                                        | San (Vendors), Fascinador (Vendors), Zenur (Vendors), Shaquille Rayes                             | 03:27                   |                         |                         |                         |                         |                         |
| 17:09                   |                          |                                                              |                                                                                                   |                         |                         |                         |                         |                         |                         |

## Classements

### Classements hebdomadaires
| Classements                              | Meilleure position |
| ---------------------------------------- | ------------------ |
| South Korea (Gaon)                       | 1                  |
| Japan Hot Albums (Billboard Japan)       | 6                  |
| Japanese Albums (Oricon)                 | 3                  |
| Finnish Albums (Suomen virallinen lista) | 39                 |
| Polish Albums (ZPAV)                     | 27                 |
| Hungarian Albums (MAHASZ)                | 29                 |
| US World Albums (Billboard)              | 8                  |

#### Classement annuel
| Classement                 | Meilleure position |
| -------------------------- | ------------------ |
| South Korean Albums (Gaon) | 7                  |
| Japanese Albums (Oricon)   | 85                 |

## Ventes
| Pays               | Ventes    |
| ------------------ | --------- |
| South Korea (Gaon) | 1 326 189 |
| China              | 500 609   |
| Japan (Oricon)     | 49 184    |

## Certification
| Pays               | Certification | Unités certifiés / Ventes |
| ------------------ | ------------- | ------------------------- |
| South Korea (Gaon) | Diamant       | 1 000 000                 |

## Prix et nominations

### Programmes de classements musicaux
| Chanson                   | Programme        | Date         |
| ------------------------- | ---------------- | ------------ |
| "Don't Fight the Feeling" | Music Bank (KBS) | 18 juin 2021 |

## Historique de sortie
| Édition                 | Pays         | Date            | Format                   | Label                                   |
| ----------------------- | ------------ | --------------- | ------------------------ | --------------------------------------- |
| Don't Fight the Feeling | Corée du Sud | 7 juin 2021     | CD, Téléchargement légal | SM Entertainment, Dreamus Company Korea |
| Don't Fight the Feeling | Monde entier | 7 juin 2021     | Téléchargement légal     | SM Entertainment, Dreamus Company Korea |
| Don't Fight the Feeling | Monde entier | 25 octobre 2021 | LP                       | SM Entertainment, Dreamus Company Korea |